# Zaborów (Siedlce)
Pour les articles homonymes, voir Zaborów.
Zaborów (prononciation : [zaˈbɔruf]) est un village polonais de la gmina de Przesmyki dans le powiat de Siedlce de la voïvodie de Mazovie dans le centre-est de la Pologne.
Il se situe à environ 6 kilomètres au nord-est de Przesmyki (siège de la gmina), 30 kilomètres au nord-est de Siedlce (siège du powiat) et à 114 kilomètres à l'est de Varsovie (capitale de la Pologne).
Le village comptait approximativement une population de 96 habitants en 2010.

## Histoire
De 1975 à 1998, le village appartenait administrativement à la voïvodie de Siedlce.

Depuis 1999, il appartient administrativement à la voïvodie de Mazovie